# Elaea perloides
Elaea perloides är en bönsyrseart som beskrevs av Henri Saussure 1869. Elaea perloides ingår i släktet Elaea och familjen Mantidae. Inga underarter finns listade i Catalogue of Life.